# أرتيوم تيموفييف
أرتيوم تيموفييف (الروسية: Тимофеев, Артём Андреевич) هو لاعب كرة قدم روسي في مركز الوسط، ولد في 12 يناير 1994 في ساراتوف في روسيا. لعب مع سبارتاك موسكو وكريليا سوفيتوف سامارا ونادي أحمد غروزني ونادي سبارتاك موسكو 2 لكرة القدم.

## وصلات خارجية
- أرتيوم تيموفييف على موقع قاعدة بيانات كرة القدم.إي يو (الإنجليزية)
- أرتيوم تيموفييف على موقع Soccerway.com (الإنجليزية)
- أرتيوم تيموفييف على موقع عالم كرة القدم.نت (الإنجليزية)
- أرتيوم تيموفييف على موقع AS.com (الإسبانية)